# كليفورد تشيستر سيمز
كليفورد تشيستر سيمز (بالإنجليزية: Clifford Chester Sims)‏ هو عسكري أمريكي، ولد في 18 يونيو 1942 في بورت سانت جو في الولايات المتحدة، وتوفي في 21 فبراير 1968 في هوي (مدينة) في فيتنام.